# Papilio helenus
Papilio helenus là một loài bướm thuộc họ Bướm phượng (Papilionidae). 
Loài Papilio helenus được mô tả năm 1758 bởi Linnaeus. Loài bướm Papilio helenus sinh sống ở .

## Hình ảnh

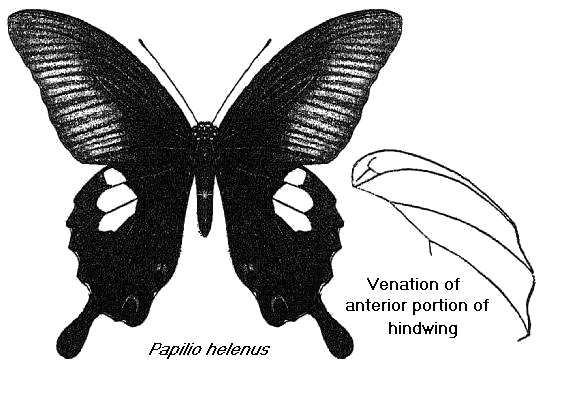
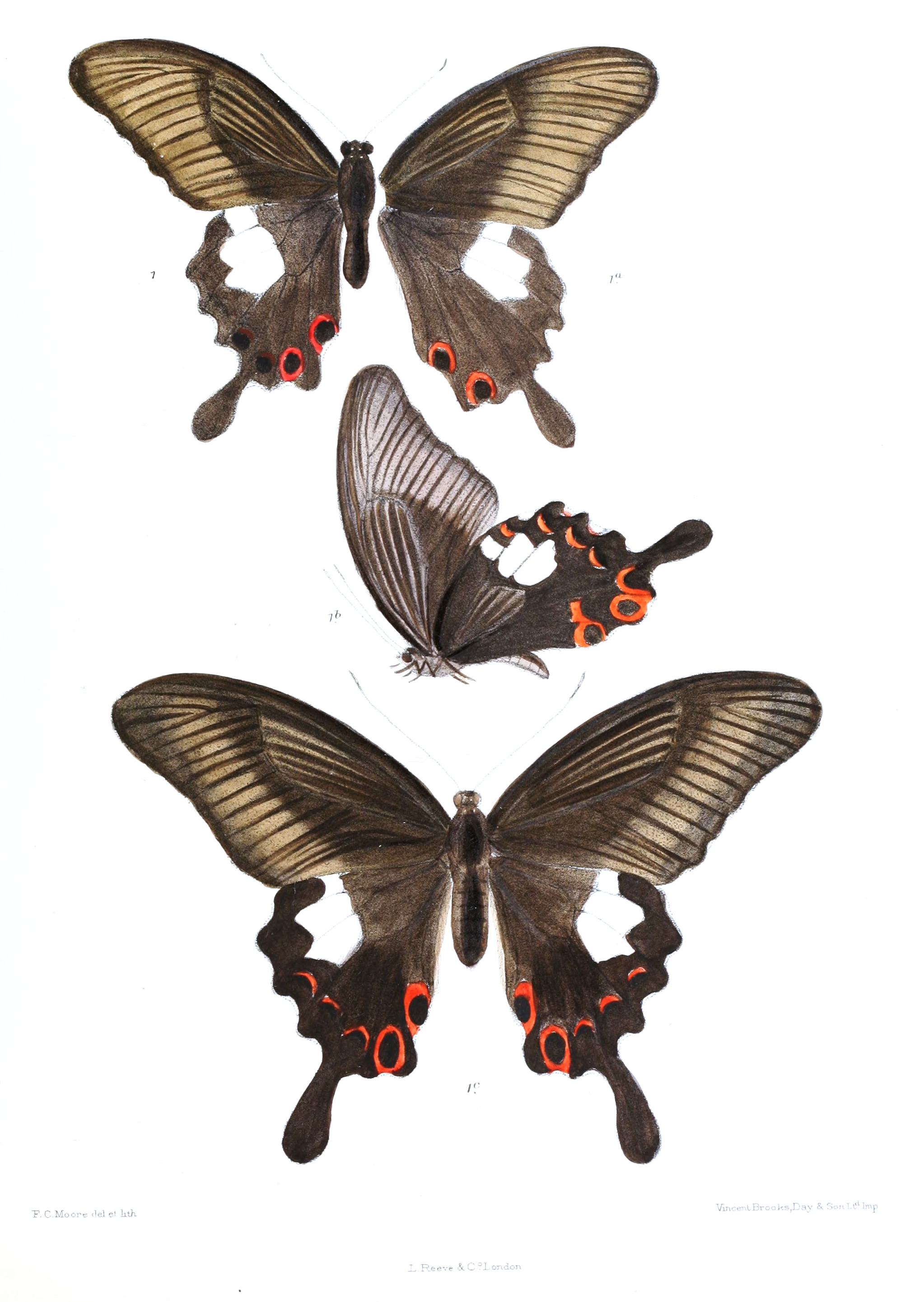
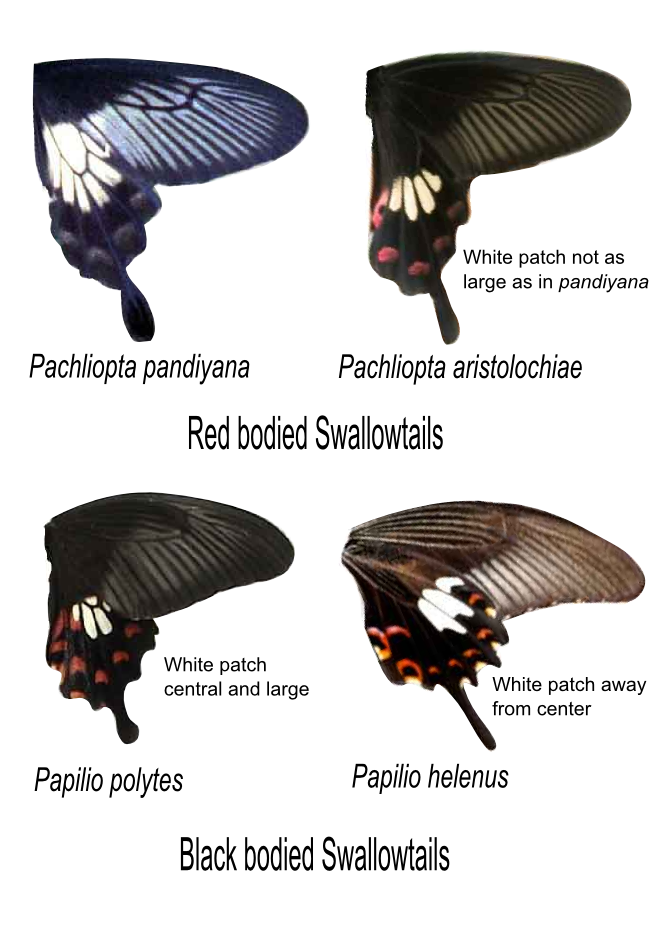
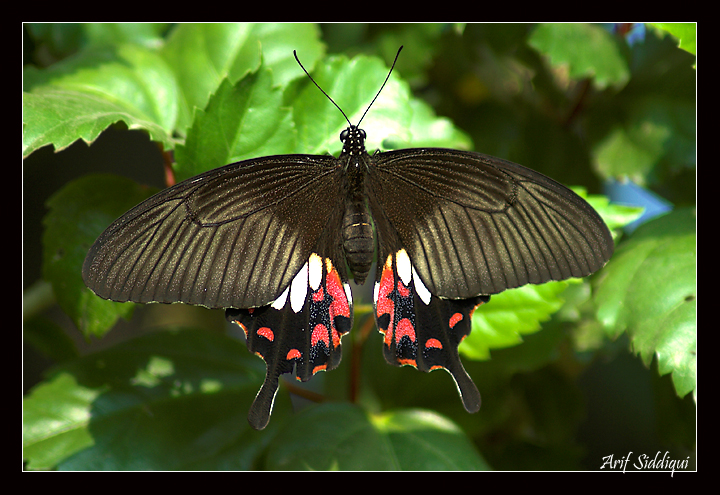